# Lancia LC1
El Lancia LC1 fue un coche deportivo dirigido por Lancia bajo las regulaciones del Grupo 6 en el Campeonato Mundial de Resistencia y 24 Horas de Le Mans desde 1982 hasta 1983. El automóvil fue construido como un intento de Lancia de superar la competencia basada en la producción con el Lancia Beta Montecarlo Turbo en el Grupo 5.
El LC1 contaba con un chasis construido por Dallara con una cabina abierta, mientras que el motor sería una Unidad de Lancia de 1425 de 4 cc en línea con un solo turbocompresor, como se había utilizado en el anterior Montecarlos. Martini Racing ejecutaría el programa, con todos los autos luciendo los colores de Martini y Rossi.
Sin embargo, la vida útil del coche fue corta debido a los cambios en las reglas promulgadas antes del debut en competición del LC1 en 1982. Los organizadores habían decidido que el Grupo 6 sería eliminado progresivamente en lugar del nuevo Grupo C. Para empujar a los fabricantes hacia el Grupo C, los coches que compiten en otras categorías no podrían ganar puntos en el Campeonato de Fabricantes, pero sí serían elegibles para el Campeonato de Pilotos. Para ventaja de Lancia, los autos del Grupo 6 no estaban obligados a cumplir con los estándares de economía de combustible que usaban los autos del Grupo C, lo que permitió al equipo correr a toda velocidad durante toda la carrera y competir por victorias generales. Por lo tanto, los LC1 pudieron luchar por la victoria general en carreras, obteniendo tres en la temporada de 1982. El rápido ritmo del coche también le valió tres poles. El piloto de Lancia, Riccardo Patrese,competía por el Campeonato de Pilotos hasta la ronda final, pero terminó el año ocho puntos detrás del Porsche de Jacky Ickx.
Con el LC1 ya restringido, el proyecto se abandonó rápidamente en 1983, y Lancia construyó un automóvil completamente nuevo según las regulaciones del Grupo C, conocido como Lancia LC2. Los LC1 todavía tuvieron cierta competencia en 1983, cuando el equipo italiano Sivama Motor modificó un par de LC1 para incluir una cabina cerrada y cumplir con las regulaciones del Grupo C. Estos coches obtuvieron resultados mixtos antes de que también fueran abandonados al final de la temporada de 1983.